# Chitá
Chitá (del ruso: Чита) es una ciudad rusa de Siberia oriental, centro administrativo del krai de Transbaikalia (hasta el 1 de marzo de 2008 del óblast de Chita). En 2024 tenía una población de 333 159 habitantes (57.º del país).
Se localiza en la cuenca del Amur, en la confluencia del río Chitá con el Ingodá, a 406 km al este de Ulán-Udé, 629 km de Irkutsk y 4742 km de Moscú.  Chitá está en un valle por el que discurre el ferrocarril Transiberiano, a 6198 km de Moscú y a 3090 km de Vladivostok.

## Historia

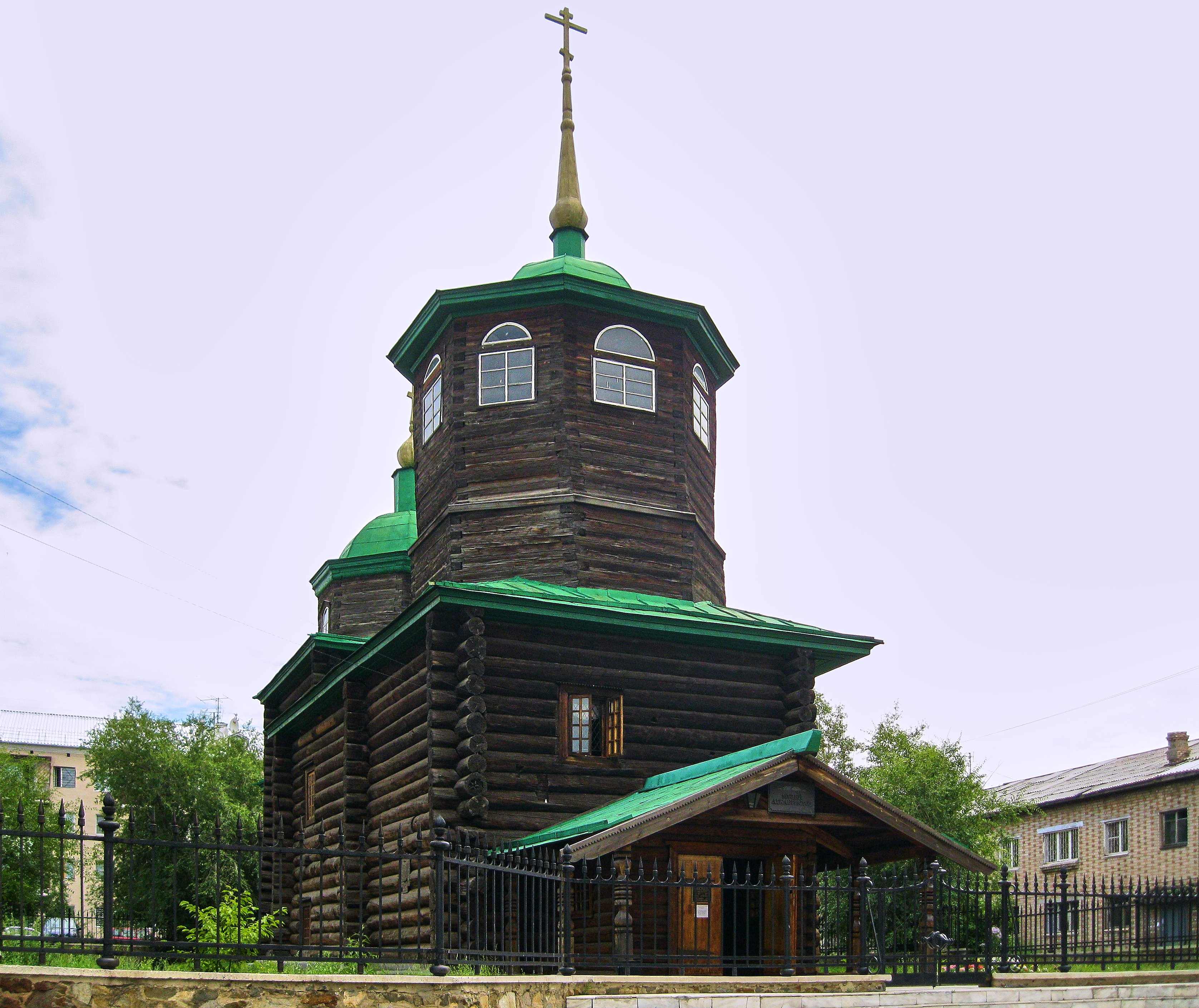
Iglesia de San Miguel en Chitá, construida en 1776

Varios siglos antes de que los rusos llegasen, las tribus locales mongolas y turcas junto con varios comerciantes chinos habitaban la región.
Chitá fue fundada en 1653 por el cosaco Pyotr Béketov, pero se le concedió el estatus de ciudad en 1851. Hacia 1885 la población había alcanzado 5.728, en 1897: 11.480. Se cree que Gengis Kan nació en lo que es actualmente la ciudad de Chitá hacia el año 1160.
Después de 1825, varios de los decembristas llegaron como exiliados a Chitá, y por ello llaman a Chitá  «ciudad de exilios». Muchos de los decembristas eran intelectuales, aristócratas y miembros de la clase media, y por consiguiente su llegada tenía un efecto positivo. Los exiliados instruidos hicieron un esfuerzo para educar a los ciudadanos de Chitá y desarrollar el comercio. Gracias a estos esfuerzos, la Ciudad se convirtió en un centro de comercio de primera magnitud en Siberia, en particular para los recursos naturales del área, como madera, oro y uranio.
A partir de 1920 hasta 1922, Chitá sirvió como la capital de la República del Lejano Oriente. Desde los años 1930 hasta el final del comunismo, Chitá fue una ciudad cerrada. Durante este período, los extranjeros tenían prohibido viajar a Chitá. La razón para el cierre de la ciudad era al parecer su proximidad a China y a instalaciones militares. Durante la Segunda Guerra Mundial, un número significativo de soldados japoneses estuvieron presos en la ciudad y fueron obligados a trabajar en la industria de la construcción. En el centro de Chitá se pueden encontrar edificios cuyo estilo arquitectónico no encaja plenamente con otros estilos rusos y en los cuales se detecta cierta impronta de estilo japonés.

## Mapas

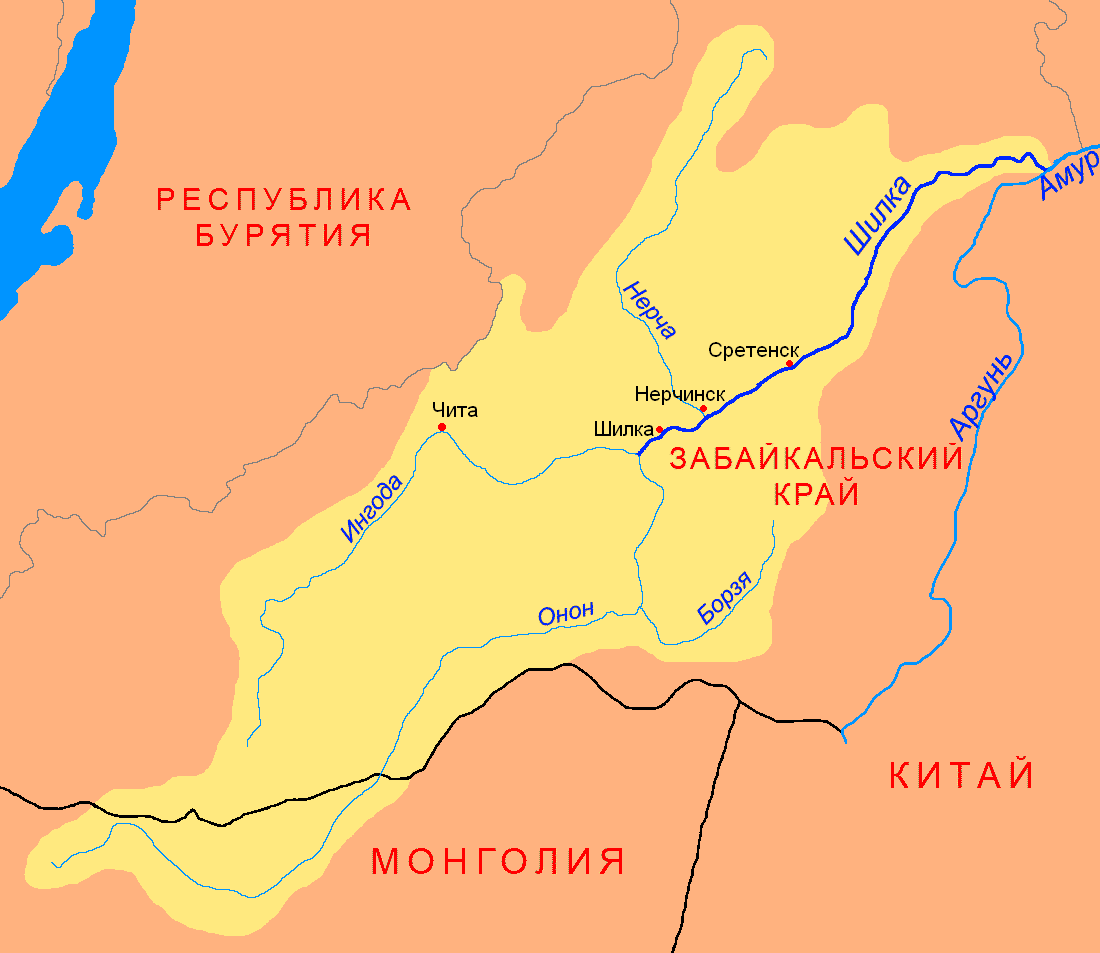
Chitá (Чита), a la orilla del Ingodá (Ингода), en mapa del Shilka (Шилка)
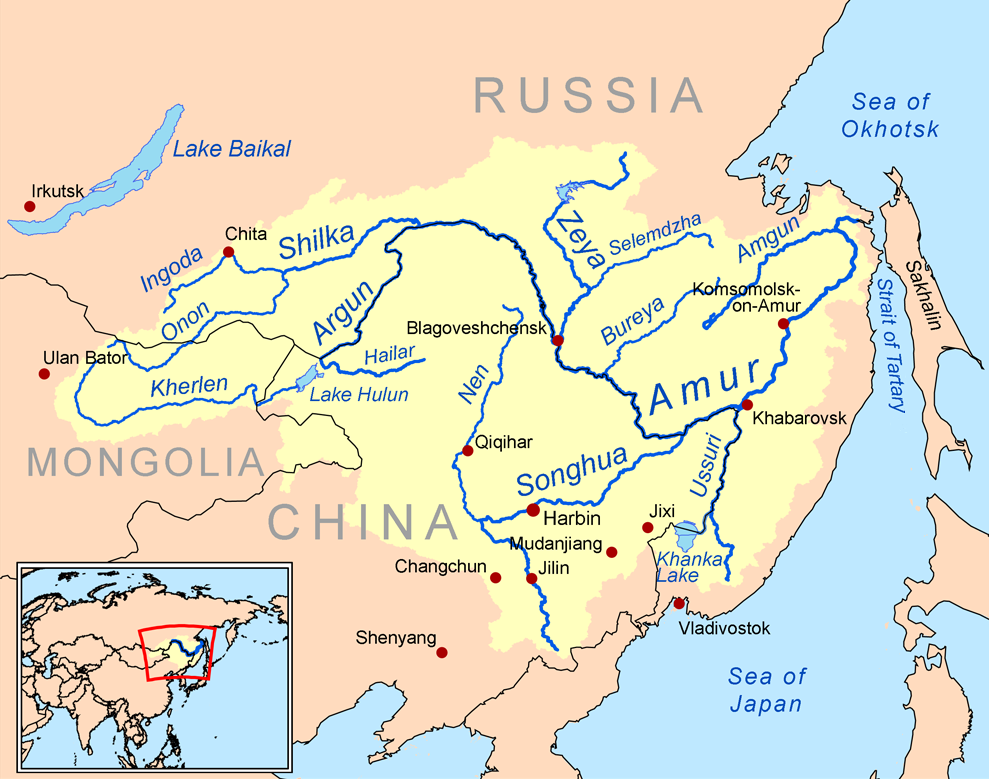
Chitá, a la orilla del río Ingodá, en mapa del río Amur
Chitá (Чита) en mapa del río Amur
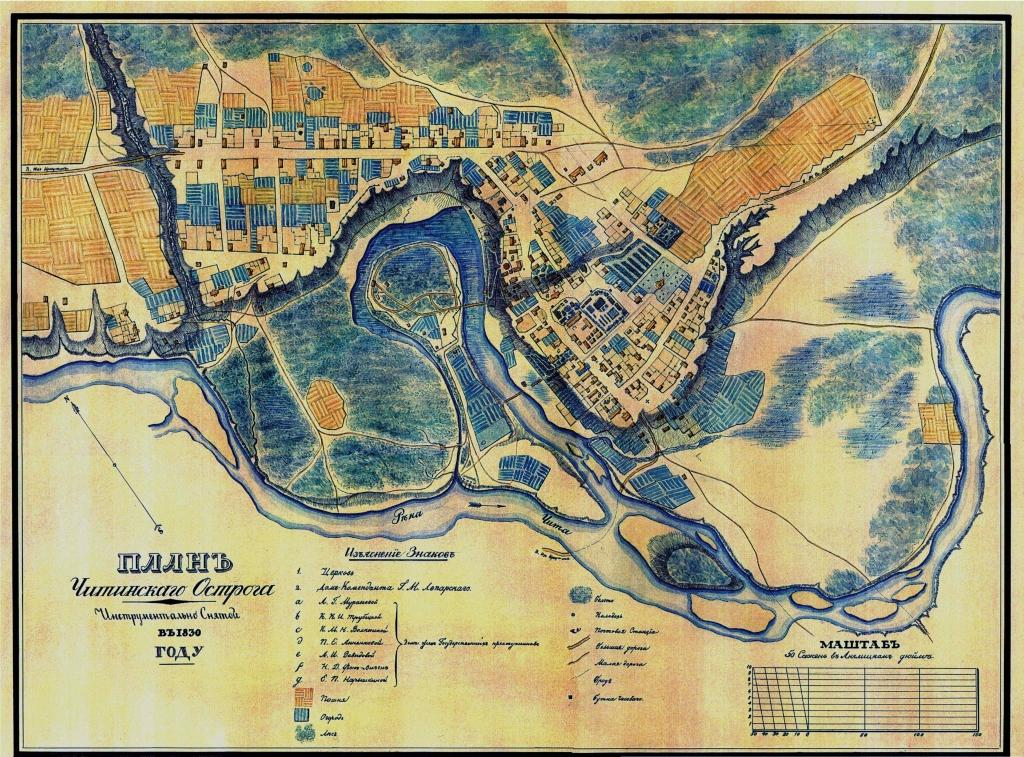
Plano de la ciudad en 1830

## Geografía

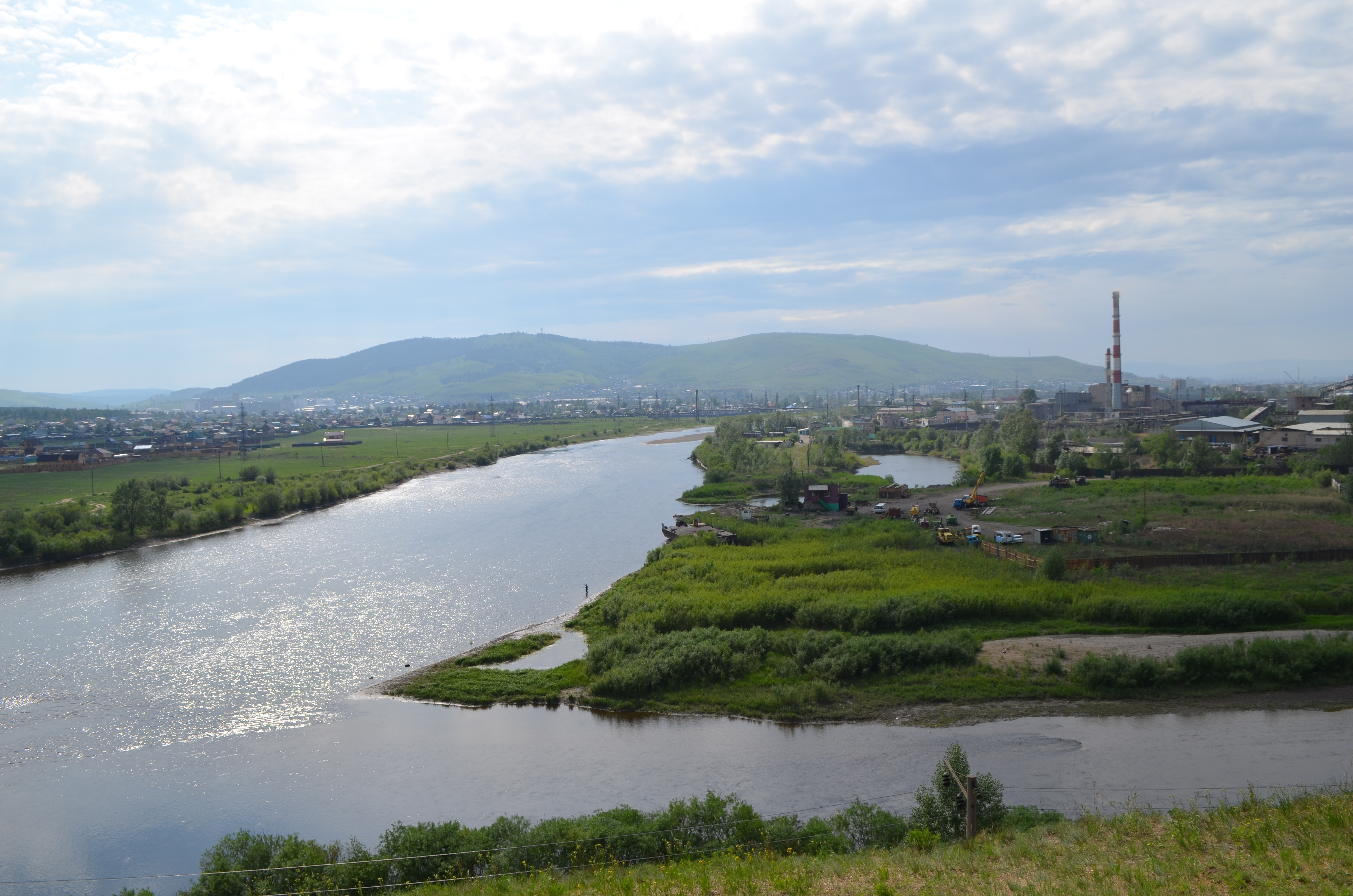
Confluencia del río Chitá con el Ingodá, con la ciudad al fondo

La ciudad se encuentra en la Rusia asiática, en la parte central de Transbaikalia, en la cuenca Chitina Ingodinski y en las laderas de los montes Yáblonoi (en el oeste) y Cherskogo (en el este). La marca más alta de la ciudad es 1 039 m. (monte Chita) y el punto más bajo es 632 m (en el valle entre el pueblo y el pueblo Ingoda). De acuerdo con la estructura geológica existen areniscas, limolitas, rocas volcánicas y granitos.
El área de la ciudad es de 538 km² (11.º lugar en Rusia). Dentro de los límites de la ciudad hay zonas de paisajes naturales preservados, incluyendo prados, islotes de estepas y estepas forestales, así la taiga de la montaña (que se encuentra al noreste de la estación de televisión hasta la autopista de Chita - Jabárovsk). El paisaje hecho por el hombre en la ciudad incluye, además de las periferias urbanas, tierras de cultivo, campos de heno y varios lagos en el sitio de la antigua mina (en las proximidades de la localidad de Chernovskiye).

### Clima

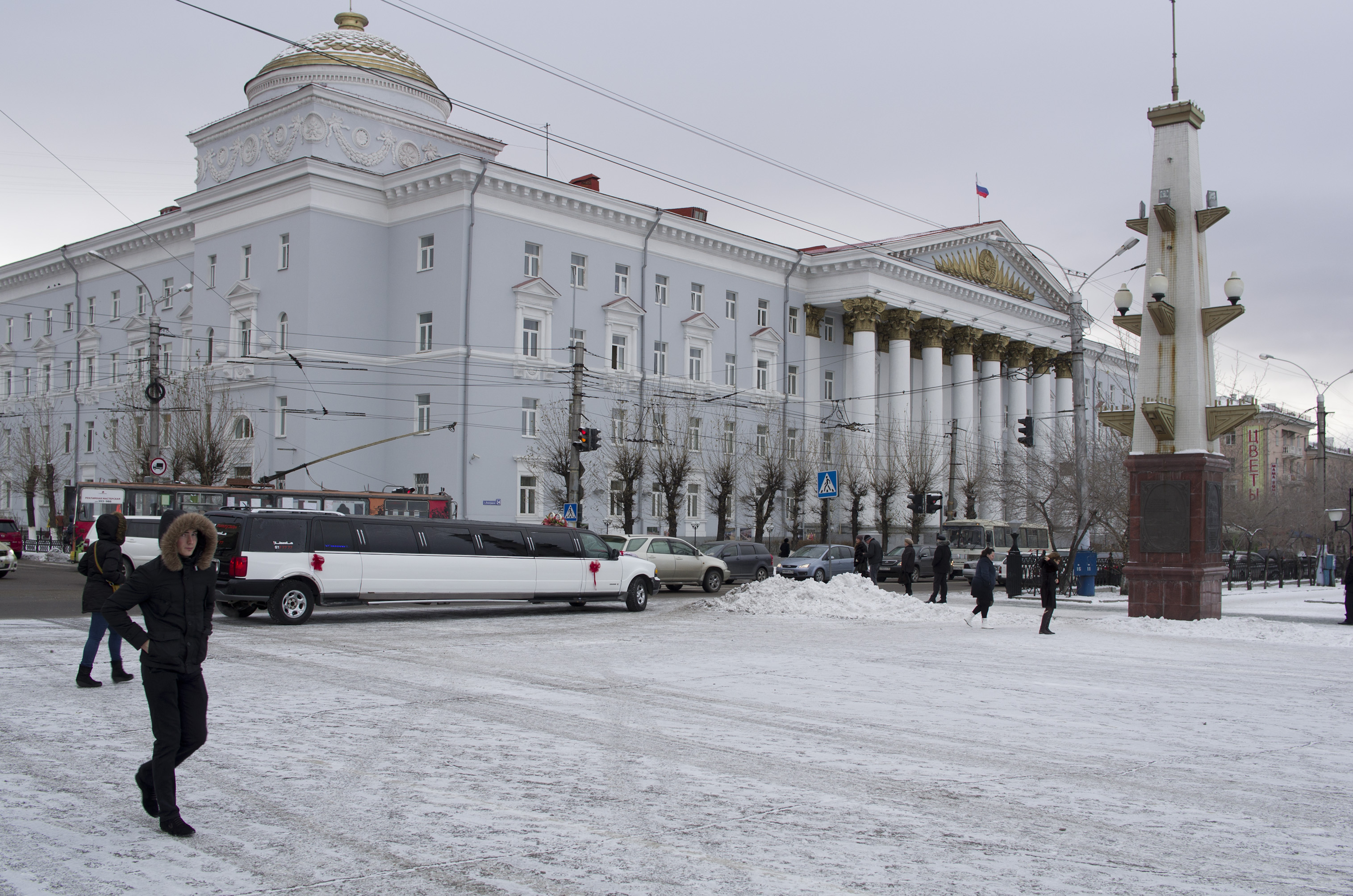
Una imagen del centro de Chitá en noviembre, época en la que ya puede verse la ciudad totalmente cubierta de nieve.

El clima en la región de Chitá es marcadamente continental. Además, el clima afecta a la altura de la ciudad, 650 m. El período de invierno en la capital de Transbaikalia es muy frío, con poca nieve y casi tres meses más que el calendario de invierno. La temperatura media cae por debajo de cero desde el 16 de octubre hasta el 9 de abril, es decir, el invierno dura 177 días. Para el período de invierno se caracteriza por los cambios de temperatura. La temperatura media diaria en enero es de -25,2 °C y la temperatura mínima registrada fue de -49,6 °C (enero de 1892).
El verano es cálido y húmedo, pero corto, 15 días más corto que el calendario. La duración media del clima de verano (con un período de temperaturas medias diarias superiores a 15 grados) en Chita es de 77 días. El verano comienza el 7 de junio hasta el 22 de agosto. La media de la temperatura en julio es de 18,7 °C y la temperatura máxima registrada fue de 43,2 °C (junio de 1898) y +40,6 °C (agosto de 1936). Las estaciones de transición (primavera y otoño) se caracterizan por la inestabilidad meteorológica y por su brevedad. En primavera la temperatura media diaria es superior a 5 °C y en otoño la temperatura media cae por debajo de 10 °C.
La precipitación anual en promedio es de 349 mm, de los cuales alrededor del 80% es durante la estación cálida.
| Parámetros climáticos promedio de Chitá (1991-2020) | Parámetros climáticos promedio de Chitá (1991-2020) | Parámetros climáticos promedio de Chitá (1991-2020) | Parámetros climáticos promedio de Chitá (1991-2020) | Parámetros climáticos promedio de Chitá (1991-2020) | Parámetros climáticos promedio de Chitá (1991-2020) | Parámetros climáticos promedio de Chitá (1991-2020) | Parámetros climáticos promedio de Chitá (1991-2020) | Parámetros climáticos promedio de Chitá (1991-2020) | Parámetros climáticos promedio de Chitá (1991-2020) | Parámetros climáticos promedio de Chitá (1991-2020) | Parámetros climáticos promedio de Chitá (1991-2020) | Parámetros climáticos promedio de Chitá (1991-2020) | Parámetros climáticos promedio de Chitá (1991-2020) |
| Mes                                                 | Ene.                                                | Feb.                                                | Mar.                                                | Abr.                                                | May.                                                | Jun.                                                | Jul.                                                | Ago.                                                | Sep.                                                | Oct.                                                | Nov.                                                | Dic.                                                | Anual                                               |
| --------------------------------------------------- | --------------------------------------------------- | --------------------------------------------------- | --------------------------------------------------- | --------------------------------------------------- | --------------------------------------------------- | --------------------------------------------------- | --------------------------------------------------- | --------------------------------------------------- | --------------------------------------------------- | --------------------------------------------------- | --------------------------------------------------- | --------------------------------------------------- | --------------------------------------------------- |
| Temp. máx. abs. (°C)                                | 0.4                                                 | 7.4                                                 | 18.3                                                | 29.3                                                | 34.6                                                | 38.8                                                | 38.0                                                | 40.6                                                | 30.9                                                | 22.7                                                | 12.7                                                | 5.0                                                 | 40.6                                                |
| Temp. máx. media (°C)                               | -17.2                                               | -9.5                                                | 0.0                                                 | 9.7                                                 | 18.2                                                | 24.9                                                | 26.7                                                | 23.7                                                | 16.8                                                | 7.0                                                 | -6.0                                                | -15.7                                               | 6.6                                                 |
| Temp. media (°C)                                    | -24.6                                               | -18.3                                               | -8.1                                                | 2.2                                                 | 10.2                                                | 17.1                                                | 19.5                                                | 16.6                                                | 9.2                                                 | -0.1                                                | -12.5                                               | -22.1                                               | -0.9                                                |
| Temp. mín. media (°C)                               | -30.4                                               | -25.9                                               | -16.0                                               | -5.0                                                | 2.2                                                 | 9.2                                                 | 12.7                                                | 10.4                                                | 2.7                                                 | -6.0                                                | -18.0                                               | -27.4                                               | -7.6                                                |
| Temp. mín. abs. (°C)                                | -49.6                                               | -48.0                                               | -45.3                                               | -29.6                                               | -13.3                                               | -5.4                                                | 0.1                                                 | -9.2                                                | -10.8                                               | -33.1                                               | -41.1                                               | -47.8                                               | -49.6                                               |
| Precipitación total (mm)                            | 3                                                   | 2                                                   | 4                                                   | 12                                                  | 27                                                  | 59                                                  | 88                                                  | 85                                                  | 41                                                  | 10                                                  | 5                                                   | 5                                                   | 341                                                 |
| Nevadas (cm)                                        | 7                                                   | 7                                                   | 2                                                   | 1                                                   | 0                                                   | 0                                                   | 0                                                   | 0                                                   | 0                                                   | 0                                                   | 3                                                   | 6                                                   | 26                                                  |
| Días de lluvias (≥ 1 mm)                            | 0                                                   | 0                                                   | 1                                                   | 5                                                   | 11                                                  | 16                                                  | 18                                                  | 17                                                  | 13                                                  | 5                                                   | 0.2                                                 | 0                                                   | 86.2                                                |
| Días de nevadas (≥ 1 mm)                            | 15                                                  | 9                                                   | 8                                                   | 7                                                   | 3                                                   | 0.03                                                | 0                                                   | 0                                                   | 1                                                   | 7                                                   | 11                                                  | 15                                                  | 76                                                  |
| Horas de sol                                        | 139                                                 | 179                                                 | 239                                                 | 242                                                 | 277                                                 | 279                                                 | 247                                                 | 226                                                 | 212                                                 | 190                                                 | 134                                                 | 108                                                 | 2472                                                |
| Humedad relativa (%)                                | 76                                                  | 72                                                  | 59                                                  | 47                                                  | 46                                                  | 58                                                  | 68                                                  | 73                                                  | 66                                                  | 61                                                  | 70                                                  | 77                                                  | 64.4                                                |
| Fuente n.º 1: Погода и климат                       |                                                     |                                                     |                                                     |                                                     |                                                     |                                                     |                                                     |                                                     |                                                     |                                                     |                                                     |                                                     |                                                     |
| Fuente n.º 2: NOAA (sun only, 1961-1990)            |                                                     |                                                     |                                                     |                                                     |                                                     |                                                     |                                                     |                                                     |                                                     |                                                     |                                                     |                                                     |                                                     |

## Administración
Chitá es el centro administrativo del Krai de Transbaikalia y, en el marco de las divisiones administrativas, también sirve como centro administrativo del Distrito Chitinski, a la que también se subordina. Como división municipal, la ciudad de Chitá junto con una localidad rural en el Distrito Chitinski se incorpora como el ókrug urbano de Chitá.

## Educación
Chitá cuenta con varias instituciones de educación superior:
- Universidad Estatal Transbaikal (anteriormente Universidad Estatal de Chitá)
- Academia Estatal de Medicina de Chitá
- Universidad Estatal Pedagógica Humanitaria Transbaikal N. Chernyshevski

## Transporte
La ciudad cuenta con aeropuerto para conectar Chitá con el resto de ciudades mediante el Aeropuerto de Kadala, situado a 10 kilómetros al oeste de la ciudad.
Chitá es un importante centro ferroviario regional y pasa el ferrocarril Transiberiano. Dentro de la ciudad hay siete estaciones (de oeste a este): Chernovskaya, Kadala, Chitá-1, Chitá-2, Antipikha, 6205 km y Peschanka. La oficina está ubicada en el Ferrocarril Transbaikal de Chitá que controla el tráfico en el territorio Transbaikal Amur y en la región (la longitud total de rutas es de 3400 km).
El transporte urbano incluye tranvía, autobús y taxi. Además, la ciudad cuenta con ferrocarril para niños.

Chitá (arriba izq.) en mapa de los principales ferrocarriles de la región
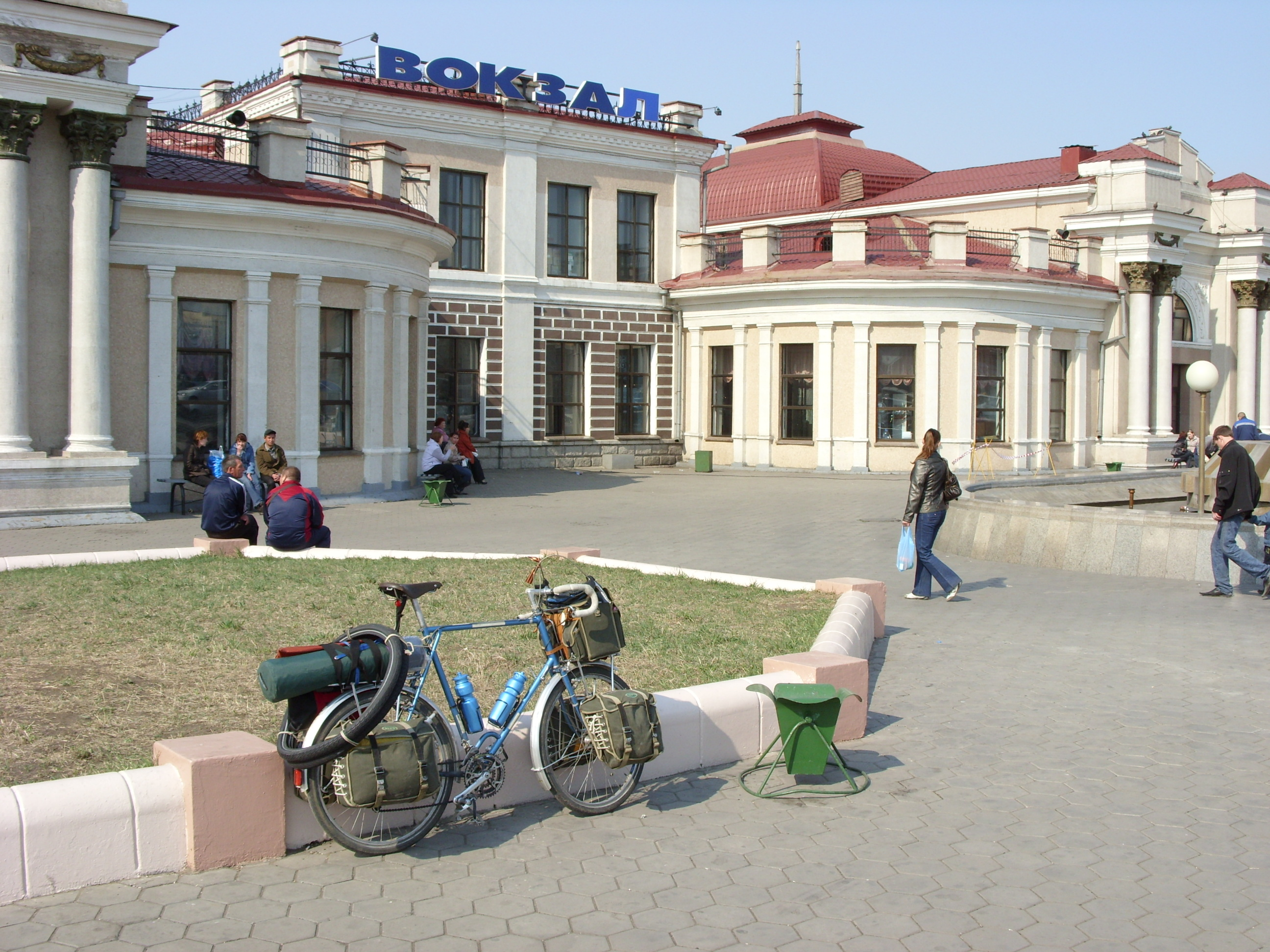
Estación de ferrocarril Chita-2
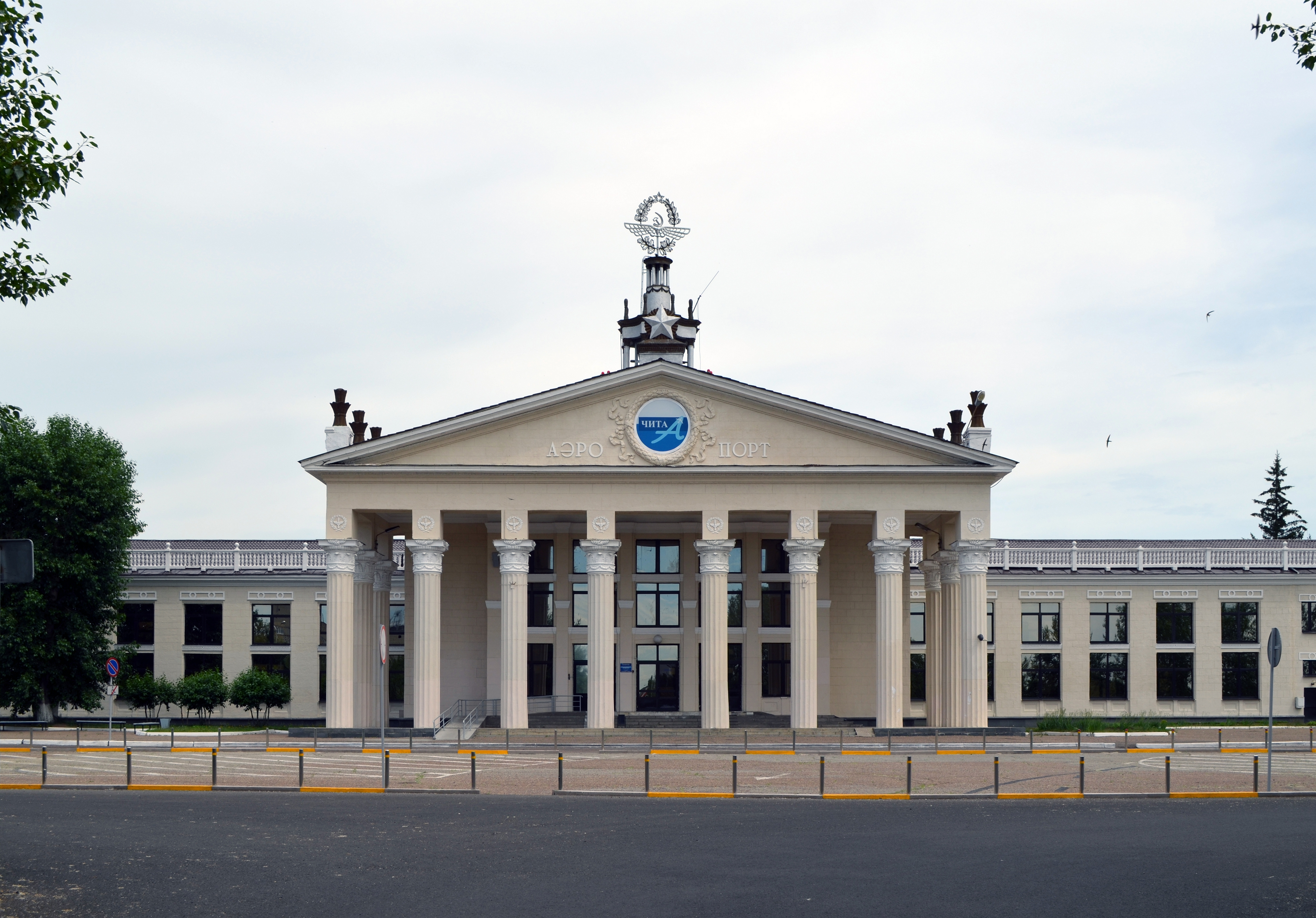
Aeropuerto de Chita
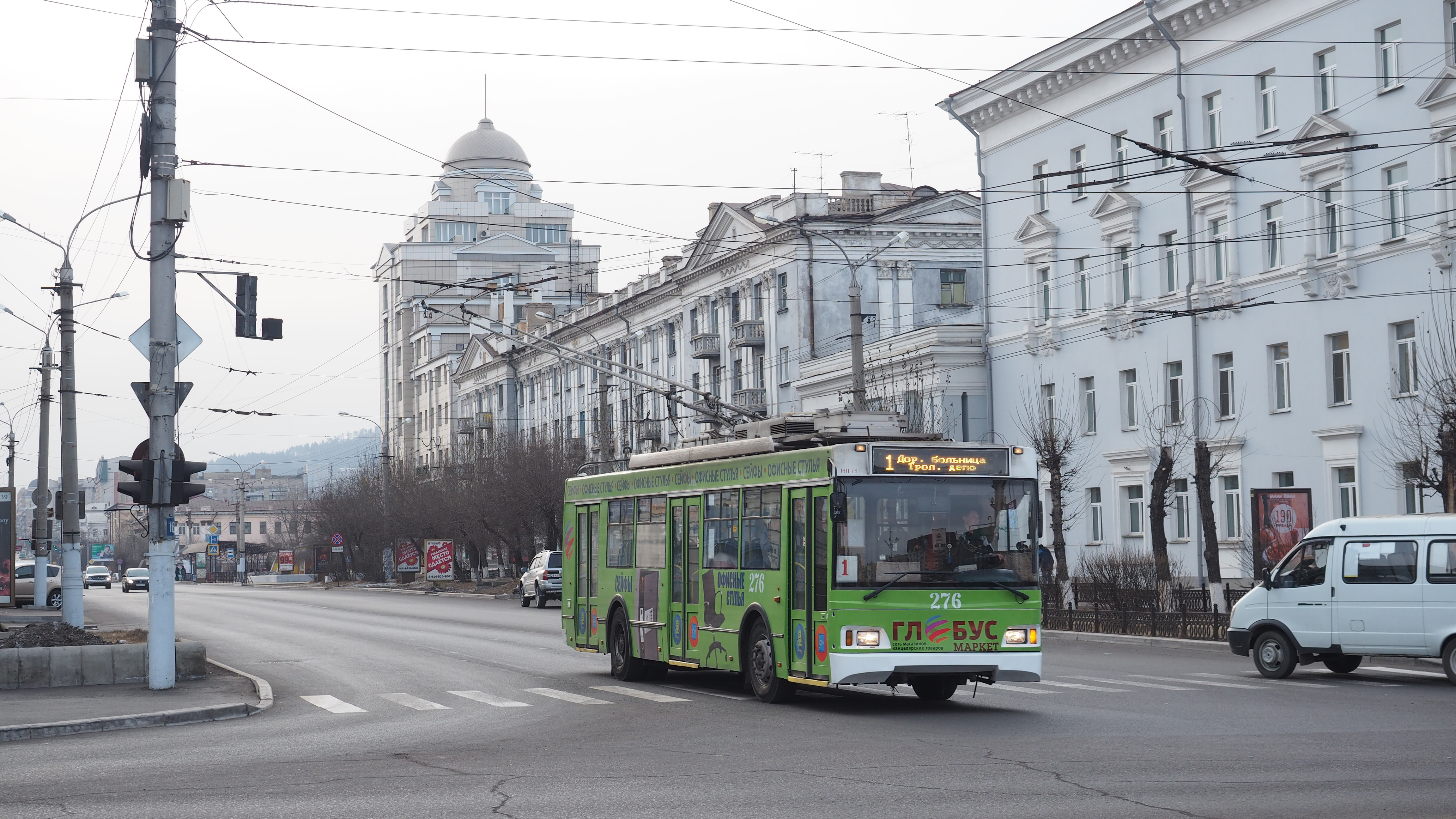
Trolebús en Chitá

## Personalidades
- Lev Ojotín (1911–1948), miembro del Consejo Supremo del Partido Fascista Ruso.
- Anastasía Pivovárova (1990), tenista profesional.
- Anatoli Sobchak (1937–2000), político ruso.
- Yuri Solomin (1935), actor ruso.
- Vladislava Evtushenko (1996), modelo rusa, Miss Rusia 2015